# Povstání An Lu-šana
Povstání An Lu-šana byla rozsáhlá vzpoura v severovýchodní Číně proti čínské říši Tchang v letech 755–763. Zejména v čínské historiografii je nazývána také jako povstání An-Š’ (čínsky v českém přepisu An-Š’ č’-luan, pchin-jinem Ān Shǐ zhī luàn, znaky zjednodušené 安史之乱, tradiční 安史之亂) či povstání éry Tchien-pao (čínsky v českém přepisu Tchien-pao č’-luan, pchin-jinem Tiānbǎo zhī luàn, znaky zjednodušené 天宝之乱, tradiční 天寶之亂).
V polovině 8. století se tchangská pohraniční vojska skládala vesměs z dlouhodobě sloužících žoldnéřů, přičemž většina jízdy sestávala z vojáků nečínského původu. Pohraniční armády čítaly necelých půl milionu mužů, jimž velelo deset vojenských komisařů ťie-tu-š’. Z ťie-tu-š’ byl nejvlivnějším An Lu-šan, který velel armádám tří regionů na severovýchodě se sídlem ve Fan-jangu na severu Che-peje (u dnešního Pekingu). Dlouhou dobu se těšil důvěře tchangského císaře a vlády, postupně ji však ztratil, ale než mohl být odvolán, v prosinci 755 se vzbouřil. Bez odporu přitáhl k Žluté řece, rozprášil narychlo sestavenou tchangskou armádu a obsadil vedlejší hlavní město říše, Luo-jang, v němž se počátkem února 756 prohlásil císařem říše Velká Jen.
Na jaře 756 se postup rebelů zastavil a tchangské armády je začaly zatlačovat. V červenci 756 se však tchangská ofenzíva zhroutila, když An Lu-šan rozdrtil hlavní tchangskou armádu a obsadil Čchang-an, hlavní město říše Tchang. Tchangský císař Süan-cung před povstalci prchl do S’-čchuanu, zatímco jeho následník se prohlásil císařem (znám je jako císař Su-cung) a převzal moc nad zbylými tchangskými armádami. Začátkem roku 757 sílu rebelů podlomilo zavraždění An Lu-šana. Novým jenským císařem se stal jeho syn An Čching-sü. Koncem roku 757 Su-cungovy armády s pomocí ujgurského jízdního sboru znovudobyly obě hlavní města, poté se však tchangská ofenzíva na rok zastavila. Koncem roku 758 tchangské vojsko oblehlo An Čching-süa v Siang-čou (na pomezí Che-peje a Che-nanu), tchangskou armádu na jaře 759 zahnal povstalecký generál Š’ S’-ming, který poté zabil An Čching-süa a sám se prohlásil císařem.
Š’ S’-ming na podzim 759 dobyl Luo-jang, k dalšímu postupu však neměl sílu, zatímco tchangskou stranu oslabila řada regionálních vzpour. Fronta proto zůstala stabilní. Na jaře 761 byl Š’ S’-ming zavražděn svým synem Š’ Čchao-im. Na podzim 762 Tchangové opět získali pomoc Ujgurů a porazili Š’ Čchao-iho, který prchl na severovýchodní hranici, kde začátkem roku 763 zahynul. Mezitím jeho generálové ovládající Che-pej a severovýchodní Che-nan přešli na tchangskou stranu, přičemž byli potvrzeni v držení svých území a vojsk.
Z povstání vyšel tchangský stát výrazně změněný. Proti první polovině 8. století byla společnost výrazně zmilitarizovanější; dřívější rozdělení země na kraje a prefektury řízené civilními úředníky bylo překryto členěním na obvody vojenských guvernérů ťie-tu-š’, přičemž většina ťie-tu-š’ na severovýchodě říše byla prakticky samostatná. Zhroutil se starý daňový systém založený na dani cu-jung-tiao a systému stejných polí a byl postupně nahrazen pozemkovou daní vybíranou dvakrát ročně. Od státu odpadl středoasijský Západní kraj a část severovýchodního pohraničí dobyli Tibeťané.

## Tchangská pohraniční vojska vpolovině 8. století

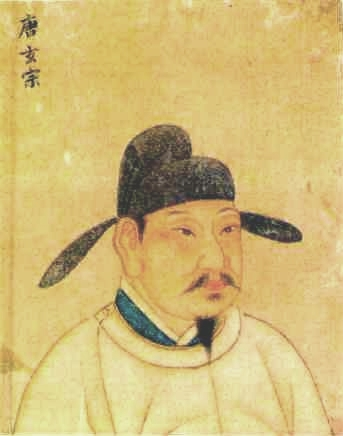
Portrét tchangského císaře Süan-cunga (vládl 712–756)

V polovině 8. století se pohraniční armády čínské říše Tchang skládaly vesměs z dlouhodobě sloužících žoldnéřů, doplňovaných krátkodobě sloužícími odvedenci fu-ping. Významná část armád sestávala z vojáků nečínského původu. Zejména jízda se skládala vesměs z kočovníků přišlých ze stepí severně od Velké čínské zdi.
Začátkem 40. let 8. století měly pohraniční armády téměř půl milionu mužů, z toho asi 80 tisíc jízdy. Rozmístěny byly ve více než 60 posádkách, většina z nich podléhala deseti regionálním velitelstvím. Nejvýznamnější velitelství – na severní hranici – měla 55 až 91 tisíc vojáků, přičemž necelá polovina z nich (ale naprostá většina jezdectva) zůstávala soustředěna v sídle velitele, ostatek byl rozmístěn ve strategických bodech: sídlech prefektur, průsmycích a pevnostech.
V čele těchto regionálních velitelství stáli vojenští komisaři ťie-tu-š’, kteří kromě řízení vojsk zodpovídali i za zásobování svých armád a zpravidla proto dozírali i na výběr daní a nakládání se státní půdou ve svěřeném regionu. Důstojníci a generálové pohraničních armád byli vybíráni ze schopných podřízených, zpravidla Číňanů nižšího původu nebo vojáků z nečínských kmenů. Výběr důstojníků ležel v rukách ťie-tu-š’, jejichž rozhodnutí úřady v hlavním městě jen formálně potvrzovaly. Loajalita důstojníků se proto přesouvala od tchangského dvoru ke svým velitelům. Ťie-tu-š’ byli kontrolováni nepravidelně vysílanými cenzory a (od 30. let) eunuchy z císařského paláce. Do 40. let byli vždy po několika letech vyměňováni, od 40. let však někteří zůstávali ve svých funkcích dlouhou dobu.

Pohraniční vojenské oblasti v říši Tchang, kolem roku 745. Uvedeny početnost vojsk, název a sídlo oblasti.

Na místa ťie-tu-š’ byli původně jmenování čínští hodnostáři současně zastávající vysoké funkce ve vládě. Po roce 747 však ministr Li Lin-fu, prosadil politiku jmenování ťie-tu-š’ z generálů nečínského původu, s odůvodněním, že vojska budou úspěšnější, když politiky ve velitelských funkcích nahradí schopní generálové. A tchangské armády skutečně celkově úspěšnější byly. Historikové tradičně, už od 10. století, míní, že Li Lin-fu zavedl jmenování ťie-tu-š’ z nečínských generálů, aby jeho čínští soupeři v boji o moc nemohli získat prestiž a vliv při velení vojskům. Vzdálení velitelů a důstojníků pohraničních armád politice a politikaření hlavního města však také vedlo k jejich odcizení od tchangské vlády. Odcizení posílil rozdílný sociální původ politiků a generálů, vznešených rodů a vzdělaných úředníků metropole na jedné straně a důstojníků-cizinců či Číňanů relativně skromného původu na straně druhé. Za vlády Li Lin-fua to nemělo bezprostřední dopad, jeho nástupce Jang Kuo-čung však neměl neotřesitelnou autoritu svého předchůdce a jeho snaha o přísnější kontrolu velitelů pohraničních armád, zejména nejsilnějšího z nich, An Lu-šana, vyvolala značné politické napětí.
Spolehlivá kontrola nad pohraničními armádami byla pro vládu nezbytná vzhledem ke stavu vojsk ve vnitrozemí. Vojska v hlavním městě ani jinde totiž sílu pohraničních armád nebyla schopna vyvážit. Posádka hlavního města, Čchang-anu, formálně měla 60 tisíc mužů. Avšak její oddíly z větší části ztratily sílu s tím, jak se v první polovině 8. století rozkládal systém fu-ping, v němž venkovští rolníci-vojáci obdělávali půdu a cvičili se v boji, přičemž střídavě krátkodobě sloužili v metropoli. Oddíly fu-ping od konce 7. století upadaly s tím, jak rostly velkostatky na úkor zchudlých drobných rolníků. Nakonec roku 747 byla služba venkovských vojáků v metropoli úplně zrušena. Náhradou za vojska fu-ping vznikly nové metropolitní armády složené z dlouhodobě sloužících vojáků, ovšem funkční byly pouze nevelké oddíly, především císařská tělesná stráž. Většina posádky metropole měla mizivou bojeschopnost; vesměs sestávala z příbuzných úředníků, boháčů a obchodníků, kteří se mezi vojáky zapsali kvůli osvobození od daní a roboty, avšak neabsolvovali vojenský výcvik a nevykonávali vojenskou službu, maximálně za sebe poslali své sluhy nebo najaté náhradníky. Pohraničním armádám se nemohly postavit ani oddíly místní domobrany, které vznikly z rolníků a statkářů pod vedením krajských správců v některých pohraničních regionech ohrožených nepřátelskými nájezdy, Che-peji, severozápadu a S’-čchuanu.
Z ťie-tu-š’ jmenovaných v rámci Li Lin-fuovy politiky podpory nečínských generálů byli nejvlivnější An Lu-šan a Ke-šu Chan. Ke-šu Chan velel vojskům na severozápadní hranici, od 747 byl ťie-tu-š’ Lung-jou a od roku 753 i Che-si. An Lu-šan velel třem velitelstvím na severovýchodě, Pching-lu, Fan-jangu a Che-tungu. Ostatní ťie-tu-š’ stáli v čele jednoho velitelství.

## An Lu-šan
An Lu-šan byl synem sogdského otce a turkutské matky z rodu Ašide, spřízněného s rodem vládců druhého turkutského kaganátu. Roku 716 rodina An neuspěla v mocenských střetech v kaganátu, a prchla do říše Tchang. An Lu-šan a jeho příbuzní sloužili v tchangské armádě a postupně získali vysoké postavení. An Lu-šana roku 733 císař Süan-cung jmenoval zástupcem ťie-tu-š’ v Jou-čou (dnešní Peking, zodpovídal za oblast dnešního Pekingu, Tchien-ťinu a Che-peje), od roku 742 byl povýšen na ťie-tu-š’ Pching-lu (východně od Jou-čou, dnes západ provincie Liao-ning), 744 i Fan-jangu (jak bylo roku 742 přejmenováno Jou-čou) a od roku 751 ještě Che-tungu (dnes provincie Šan-si), čímž získal velení nad celým severovýchodním pohraničím. Navíc roku 750 obdržel úřad komisaře civilní správy (cchaj-fang čchu-č’ š’) Che-peje a roku 754 úřad komisaře císařských stájí pro pastviny v oblasti Lung-jou. Moc a vliv An Lu-šana se zakládala na velikosti podřízených vojsk, která měla na 200 isíc vojáků, přičemž zvláště se opíral o naprosto loajální osmitisícový elitní sbor svých „adoptivních synů“.
An Lu-šan měl dlouhá léta dobré vztahy s Li Lin-fuem, těšil se císařově podpoře a byl dokonce adoptován císařovou nejoblíbenější konkubínou Jang Kuej-fej. Po smrti Li Lin-fua začátkem roku 753 v tchangské vládě získal převahu ministr Jang Kuo-čung, příbuzný Jang Kuej-fej. Jang Kuo-čung An Lu-šanovi nevěřil, ten si přesto udržel důvěru panovníka. Při An Lu-šanově návštěvě Čchang-anu začátkem roku 754 ho dokonce císař Süan-cung navrhl na hlavního ministra, to jest do stejného postavení, jako měl Jang Kuo-čung, což se Jang Kuo-čungovi podařilo zmařit na poslední chvíli poukazem na An Lu-šanovu negramotnost. Tato záležitost generála a ministra jen ještě více znepřátelila. Po An Lu-šanově odjezdu, ve snaze o získání důkazů o jeho zradě, Jang Kuo-čung zatkl a popravil několik generálových služebníků a stoupenců v Čchang-anu. Napjaté vztahy mezi nejmocnějším generálem a nejmocnějším politikem říše přetrvávaly i roku 755, přičemž o Jangových krocích proti němu An Lu-šana zpravoval jeho nejstarší syn An Čching-cung, žijící u císařského dvora. V létě 755 už An Lu-šan z obavy o svůj život odmítl přijet do Čchang-anu (na svatbu An Čching-cunga). Koncem roku o An Lu-šanově věrnosti začal pochybovat už i císař.

## Průběh povstání

### Počáteční úspěchy povstalců a tchangské protiútoky, prosinec 755 – červenec 756

Prosinec 755 – leden 756: počáteční tažení povstalců, dobytí Pien-čou a Luo-jangu. Tchangský protiútok v Che-peji.

Březen – červenec 756: tchangský protiútok v Che-peji, stabilizace fronty na jihu

V prosinci 755, poté co se dozvěděl, že ztratil podporu panovníka, se nakonec An Lu-šan vzbouřil. Prohlásil, že mu císař přikázal svrhnout Jang Kuo-čunga a 16. prosince 755 vyrazil z Fan-jangu na jih s cca 150 tisíci muži.
Na vzpouru císař Süan-cung reagoval zahájením odvodů v Che-tungu a okolí Luo-jangu, jmenováním zkušeného generála Feng Čchang-čchinga velitelem armády soustřeďované v Luo-jangu a popravou An Lu-šanova nejstaršího syna, pobývajícího v Čchang-anu. An Lu-šanův příbuzný An S’-šun byl odvolán z místa ťie-tu-š’ Šuo-fangu (území severně od Čchang-anu, dnešní Ning-sia a Ordos). Jeho místo zaujal dosavadní An S’-šunův podřízený Kuo C’-i, úspěšný generál z prominentní čínské úřednické rodiny a novým ťie-tu-š’ Che-tungu byl jmenován další bývalý An S’-šunův podřízený, kitanský generál Li Kuang-pi. V zájmu efektivního vedení vojenských operací ve vnitrozemských regionech ohrožených postupem povstalců císař, po vzoru pohraničních regionů, jmenoval vojenské komisaře ťie-tu-š’ a pověřoval je řízením svěřeného území.

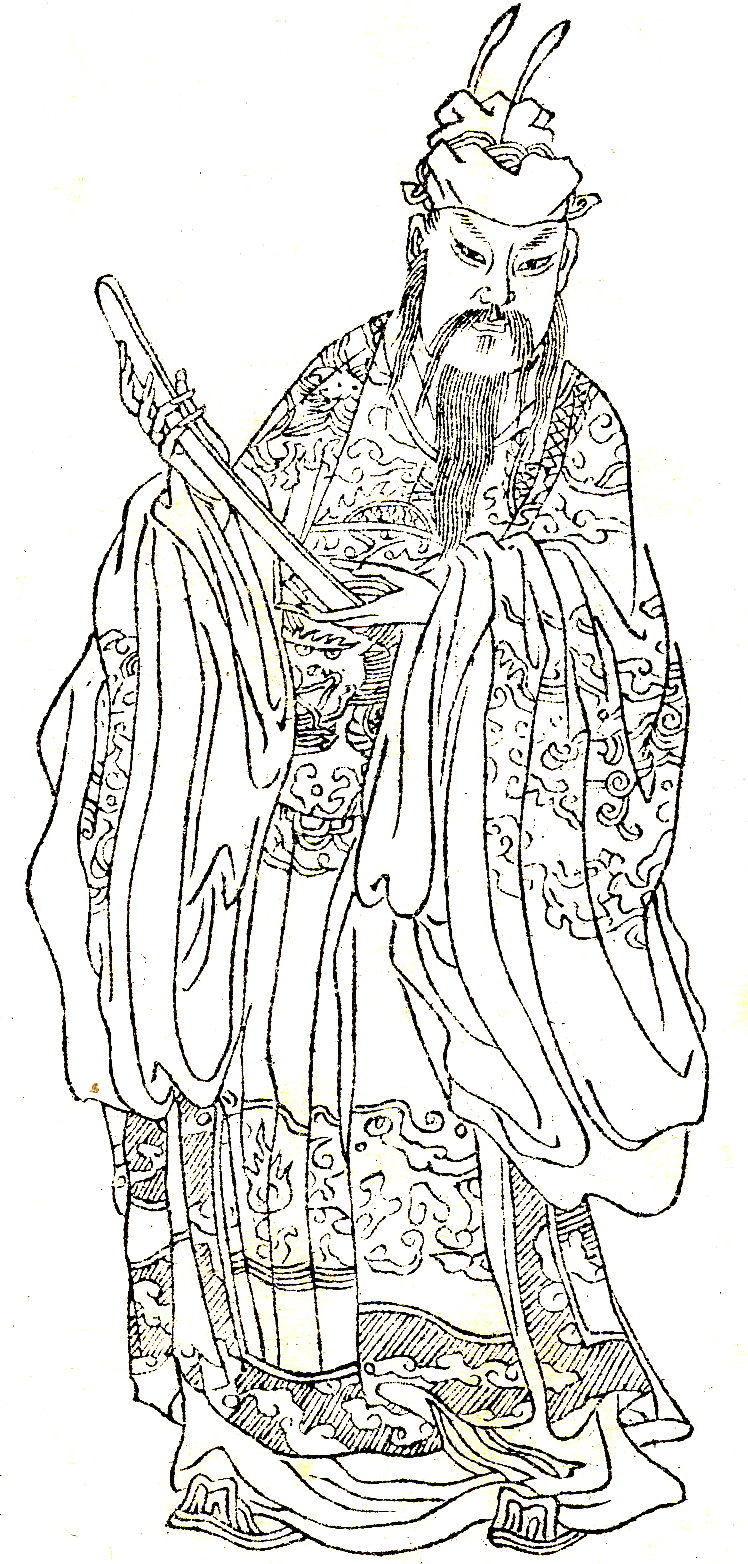
Generál Kuo C’-i, ilustrace z knihy z 20. let 20. století

An Lu-šan zatím bez odporu prošel Che-pejem a přitáhl k Žluté řece. Feng Čchang-čching nechal strhnout hlavní most přes řeku v Che-jangu, nicméně 8. ledna 756 rebelové řeku překročili více po proudu, severovýchodně od Luo-jangu, a obsadili blízké Pien-čou (dnešní Kchaj-feng) na Velkém kanálu. Tím přerušili dodávky potravin z jihu, na nichž bylo závislé zásobování obou hlavních měst. Poté pochodovali na Luo-jang. Feng Čchang-čching se s narychlo shromážděnými 60 tisíci odvedenci pokusil zablokovat postup rebelů v průsmyku Chu-lao, ale jeho armáda byla v nastalé bitvě snadno rozprášena An Lušanovými jízdními veterány. Po dvou dalších bitvách rebelové 19. ledna vstoupili do Luo-jangu a Feng ustoupil na západ do Šan-čou, na půl cesty do Čchang-anu, kde se spojil s padesátitisícovou armádou Kao Sien-č’a, sestavenou v Čchang-anu. Oba generálové se rozhodli ustoupit více na západ a opevnit se v průsmyku Tchung, zatímco hlavní síly povstalců postoupily do Šan-čou a utábořily se tam. Dozírající eunuch Pien Ling-čcheng Feng Čchang-čchinga a Kao Sien-č’a ve své zprávě zkritizoval za paniku při ústupu do Tchungského průsmyku, načež císař nechal oba generály popravit. Velitelem všech vládních vojsk v čchanganském regionu (Kuan-čungu) byl pak jmenován Ke-šu Chan, navzdory jeho špatnému zdraví, kvůli kterému mohl vykonávat funkci jen v omezené míře. Ke-šu Chan s sebou přivedl většinu svých oddílů ze severozápadní hranice, 80 tisíc mužů. V průsmyku Tchung pak s dalšími posilami soustředil 200 tisíc vojáků.

Leden – únor 756: neúspěšné pokusy povstalců o rozšíření území na jihu a východě, dobytí Cheng-čou na severu a tím obnovení spojení Fan-jangu s Luo-jangem

An Lu-šan zatím zůstával v Luo-jangu a 5. února 756, na čínský Nový rok, se prohlásil císařem říše Velká Jen a sestavil vlastní vládu.
Postup vedlejších armád rebelů z Pien-čou na východ a jihovýchod zastavila úspěšná obrana místních tchangských úředníků v Pchu-čou a Cchao-čou a před Čchen-čou. Z Luo-jangu vyrazil další oddíl povstalců jihozápadním směrem na Nan-jang, kde však tamní správce Lu Kuej dostal pod své velení značné síly nabrané mezi nečínskými kmeny z Ling-nanu a Čchien-čungu (dnešní provincie Kuang-tung a Kuej-čou). Povstalci ho v Nan-jangu oblehli, ale po příchodu posil z Čchang-anu je na jaře 756 vytlačil zpět na sever k Žluté řece. Současně na severu Che-tungu povstalci neuspěli při pokusu postoupit na západ a proniknout na sever Ordosu. Tchangská armáda Kuo C’-iho je vrhla zpět a obsadila průsmyk Tung-sing.
Největší problémy měli povstalci v Che-peji. Při rychlém průchodu regionem jej totiž dostatečně nezabezpečili. Během několika týdnů na počátku roku 756 se místní protchangští úředníci zorganizovali pod vedením Jen Čeng-čchinga, správce Te-čou (na severovýchodě Šan-tungu) a v únoru 756 s 200 tisíci muži domobrany ovládli 17 krajů čou s 12 miliony obyvatel – to jest téměř celý Che-pej kromě severu kolem Fan-jangu a jihu v dosahu posádky Luo-jangu, čímž přerušili spojení rebelů s jejich základnou na severu. An Lu-šan vyslal do Che-peje armádu pod velením Š’ S’-minga. Ten, s pomocí současného útoku povstaleckých sil z Fan-jangu, porazil tchangské loajalisty v Cheng-čou na západě Che-peje a obnovil spojení s Fan-jangem, nicméně zbytek Che-peje zůstal pod kontrolou protchangských sil.
V březnu 756 Š’ S’-ming začal dobývat střední Che-pej, z Che-tungu mu však přes průsmyk Ťing-sing vpadl do zad Li Kuang-pi, který dobyl Cheng-čou a tím opět přerušil spojení Fan-jangu s Luo-jangem. Š’ S’-ming na něj zaútočil, utrpěl porážku a ustoupil na sever do Ting-čou. V bitvě se Š’ S’-mingem byla obvyklá převaha povstalecké jízdy neutralizována taktikou Li Kuang-piho, který nepřátelskou jízdu dostal do kleští mezi své kopiníky a kušníky. Pod vlivem neúspěchů povstalců přešla dvacetitisícová posádka Pching-lu na tchangskou stranu a útočila na povstalce ve fanjangském regionu. Tchangští loajalisté ve východním Che-peji začali zpět obsazovat kraje středního Che-peje, spojili se s Li Kuang-pim a ovládli celou oblast. Š’ S’-ming zareagoval novým útokem a oblehl Li Kuang-piho v Cheng-čou. Li Kuang-pimu na pomoc přišel Kuo C’-i. Oba tchangští generálové spojili své síly, které pak měly přes 100 tisíc mužů, a v polovině května 756 rozdrtili Š’ S’-mingovu armádu. Š’ S’-ming poté opět ustoupil do Ting-čou, zatímco jižnější Cheng-čou a Čao-čou držely tchangské armády a do následujícího krajského sídla na trase do Luo-jangu – Sing-čou – se stáhla část povstaleckých sil. Koncem června na armády Li Kuang-piho a Kuo C’-iho zaútočil Š’ S’-ming posílený oddíly z Fen-jangu a Luo-jangu, začátkem července byl však poražen u Ťia-šanu a stěží si zachránil život. Poté byl obležen v Ting-čou. Ke-šu Chan zatím vyčkával v opevněném průsmyku Tchung a sledoval neúspěchy rebelů v Che-peji.
Povstalci se po ztrátě většiny Che-peje nacházeli v těžké situaci, An Lu-šan byl v Luo-jangu oddělen od své základny na severu, rozšířit ovládané území jihozápadním, jižním ani jihovýchodním směrem se mu nepodařilo, a proto dokonce zvažoval ústup „domů“ na sever do Fan-jangu.

### Největší vzestup povstání, červenec 756 – listopad 757

Červenec 756 – listopad 757: Povstalci dobývají Čchang-an, Tchangové ustupují na jiho- a severozápad. Neúspěšné tchangské pokusy o znovudobytí Čchang-anu, neúspěchy povstalců při snaze o postup na jih a východ. Povstání Li Lina na jihu.

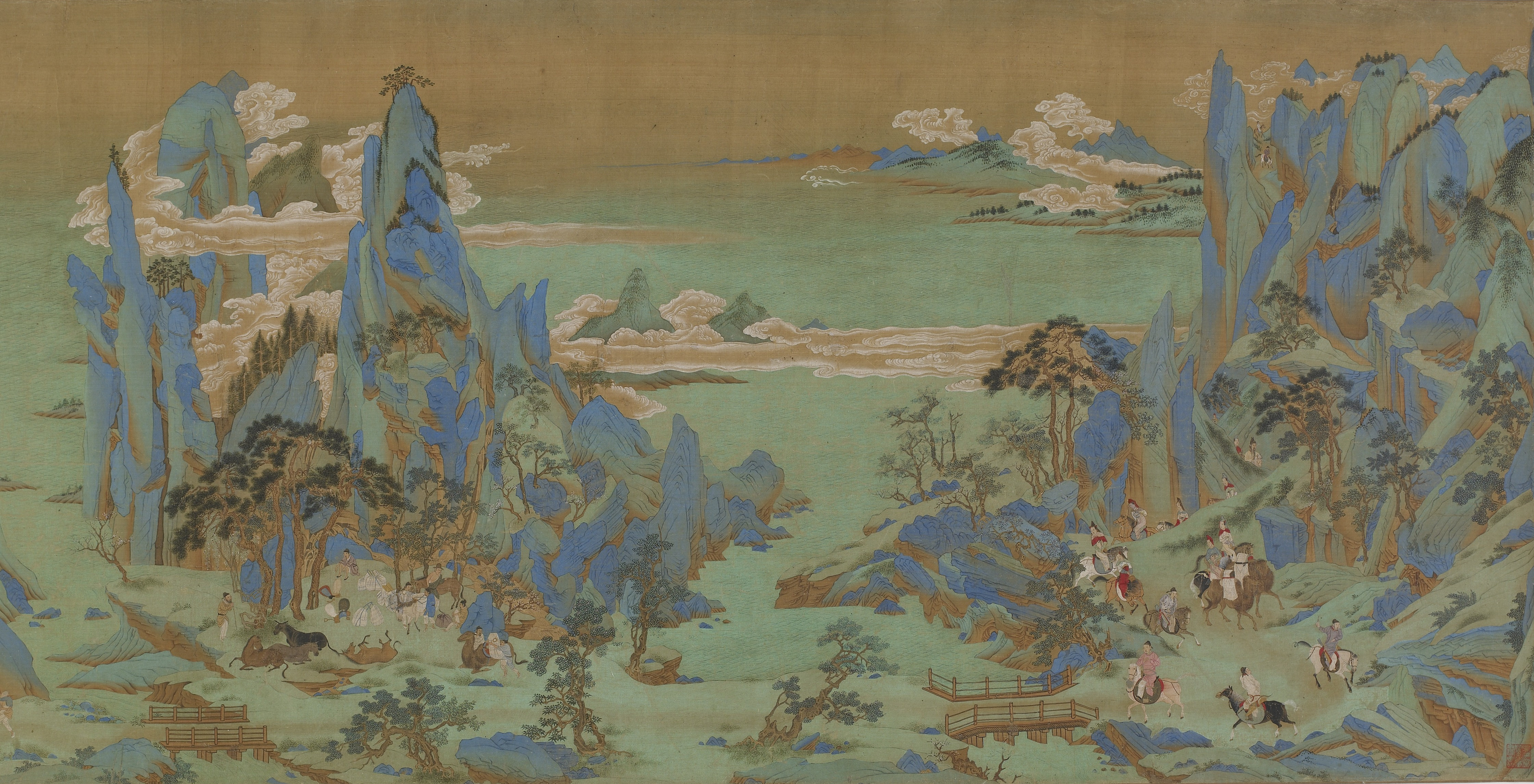
Putování císaře Ming-chuanga do S’-čchuanu, pozdně mingská kopie díla Čchiou Jinga (1494–1552)

Tchangská vláda však nebyla tak silná a jednotná, jak by bylo třeba pro definitivní porážku povstalců. V Čchang-anu se odpůrci Jang Kuo-čunga pokusili proti němu využít generála Ke-šu Chana, ten se však v intrikách odmítl angažovat. Jang Kuo-čung se však přesto obával jeho vlivu a umístil mezi Čchang-an a průsmyk Tchung dvě armády, aby se zabezpečil proti případnému generálovu puči. Ke-šu Chan reagoval požadavkem na jejich podřízení sobě, z titulu vrchního velitele všech sil v oblasti, a v červenci 756 nechal popravit jejich velitele. Ke-šu Chanova armáda zatím ztrácela bojovou sílu: její velitel se kvůli nemoci nemohl dostatečně věnovat řízení svých vojsk, jeho zástupce Tchien Liang-čchiou neměl dostatečnou autoritu a přenechal rozhodování znepřáteleným veliteli jízdy a veliteli pěchoty. Důstojníci trávili čekání na boj radovánkami, zatímco vojáci trpěli nedostatečným zásobováním.
Pod dojmem zpráv o neúspěších a demoralizaci povstalců císař přikázal Ke-šu Chanovi zaútočit na Šan-čou a Luo-jang. Ke-šu Chan se odmítl vzdát výhody opevněné pozice, podpořili ho i Li Kuang-pi a Kuo C’-i. Na naléhání Jang Kuo-čunga císař opakoval rozkaz a Ke-šu Chanovi nezbylo než jej splnit. V polovině července vytáhl proti rebelům a po dvou dnech byla jeho armáda zaskočena a rozprášena v bitvě u Ling-pao. Sám Ke-šu Chan padl do zajetí a po několika měsících byl popraven. Katastrofální porážka tchangské armády jedním rázem zvrátila strategickou situaci. Povstalci obsadili průsmyk Tchung a mezi nimi a Čchang-anem nebyl nikdo, kdo by se jim mohl postavit na odpor.
Císař Süan-cung reagoval útěkem do S’-čchuanu. Na cestě, v Ma-wej západně od Čchang-anu, vzbouření vojáci doprovodu zabili Jang Kuo-čenga a donutili císaře souhlasit s popravou Jang Kuej-fej. Süan-cung poté pokračoval na jihozápad do S’-čchuanu a usadil se v I-čou (dnešní Čcheng-tu), zatímco jeho syn, korunní princ, odešel na severozápad do Ling-wu na Žluté řece. Zde se 12. srpna prohlásil za císaře (znám je jako Su-cung). Vzhledem k diskreditaci režimu jeho otce byl nový císař tchangskými loajalisty bez problémů uznán. Poté, co se to dozvěděl, i Süan-cung rezignovaně uznal jeho povýšení.
| Při obležení Suej-jangu v červenci–listopadu 757 ve městě brzy došly potraviny, posádka města pak jedla papír, kůru stromů a čajové lístky. Poté snědli koně, pak krysy a ptáky. Nakonec velitel obležených Čang Sün rozhodl, že se budou živit civilisty, nejdříve ženami (začal setnutím své konkubíny), když ženy došly, rozkázal zabíjet a jíst starce a chlapce. Během obležení z původních necelých 7 tisíc vojáků zůstalo jen 400, včetně civilistů zahynulo 20–40 tisíc lidí, Čang Süna povstalci zajali a popravili. Přestože kanibalismus byl všeobecně odsuzovaným barbarským zločinem, Čang Süna tchangská vláda vyzdvihla mezi hrdiny jako vzor neochvějné věrnosti ochotný v zájmu státu obětovat cokoliv, i vlastní život. |
| David A. Graff: Meritorious Cannibal: Chang Hsün's Defense of Sui-yang and the Exaltation of Loyalty in an Age of Rebellion |

Rebelové mezitím obsadili Čchang-an, zatímco šuofangská armáda se stáhla z Che-peje na západ, k ochraně nového císaře.
Po dobytí Čchang-anu jenskou armádu oslabila dezerce generála Ašiny Cong-liho. S pěti tisíci turkutskými vojáky odešel na sever, do Ordosu, kde začal verbovat místní nečínské usedlíky, zejména Sogdy. Tchangský dvůr v Ling-wu proti němu vyslal armádu vedenou generálem Pchu-ku Chuaj-enem, který sice porazil oddíl Cong-liho stoupenců, nicméně neměl sílu na jejich konečnou likvidaci. Su-cung proto požádal o pomoc Ujgury. Ujgurové vládli ve stepích severně od Číny teprve od roku 744, když zničili Druhý turkutský kaganát, v jehož čele stáli panovníci z rodu Ašina. Ujgurský kagan Mojančur (vládl 747–759) proto objevení se armády vedené potomkem turkických vládců vzal velmi vážně, uzavřel alianci s Tchangy a vyrazil do pole. Samostatný dvoutisícový oddíl vyslal proti Fan-jangu; ve městě nebyla silná posádka, na pomoc mu však přišel jenský generál Jen C’–čch’ s vojskem a Ujgurové se stáhli. Hlavní síly Ujgurů vedené osobně Mojančurem vytáhly proti Turkutům, spojily se s tchangskou armádou Kuo C’-iho a v prosinci 756 rozprášily vojsko Ašiny Cong-liho. Třebaže přišel o armádu, sám Cong-li přežil a prchl k jenským oddílům do Čchang-anu, kde mu blahovolné přijetí zajistil svým vlivem jeho příbuzný, také jenský generál, Ašina Čcheng-čching.
Su-cung a jeho ministři se zatím soustředili na znovudobytí Čchang-anu. Tchangské pokusy o útok v čchanganské oblasti na podzim 756 a na jaře 757 ale skončily s velkými ztrátami neúspěchem. Jenští rebelové sice odrazili tchangská vojska, nerozšířili však významně své území a jejich pokusy o obsazení jižní Číny ztroskotaly na úspěšné obraně tchangských loajalistů v Jing-čchuanu ve středním Che-nanu, Suej-jangu na Velkém kanálu (s přestávkami obléhaném povstalci od února do konce listopadu 757, kdy jej nakrátko získali), Nan-jangu na přístupech k řece Chan a Siang-jangu na řece Chan.
K neschopnosti povstalců plně využít zhroucení tchangských sil v létě 756 zřejmě přispěla An Lu-šanova ztráta zraku a chronická onemocnění, obezita a kožní vyrážky, snad způsobené diabetem. Začátkem roku 757 byl An Lu-šan zavražděn svými důvěrníky, trpícími jeho násilnickým a vznětlivým chováním, kterým reagoval na zhoršování svého zdraví. Na trůn říše Jen po něm nastoupil jeho syn An Čching-sü, který však neměl otcovu autoritu. Bývalé An Lušanovo okolí v Luo-jangu nového povstaleckého císaře podpořilo, ale generálové An Lu-šanovy generace velící posádkám v Che-peji, včetně Š’ S’-minga, se ke svému novému císaři stavěli chladně.
Po porážce Ke-šu Chanovy armády, ve snaze o posílení autority tchangské dynastie, pověřil Süan-cung některé své syny (včetně korunního prince) správou regionů. Zpravidla fakticky funkci nevykonávali, Li Lin, kníže z Jung, se však chopil správy území na středním toku Jang-c’-ťiang a začátkem roku 757 se vzbouřil. Pokusil se ovládnout též oblast jejího dolního toku, byl však dostižen tchangskými oddíly a zabit.

### Znovudobytí hlavních měst tchangskými silami a ústup rebelů, listopad 757 – duben 759

Listopad 757 – duben 759: Tchangové dobývají Čchang-an a Luo-jang (757), povstalci An Čching-süa obleženi v jižním Che-peji (758), povstalci v severním Che-peji (Š’ S’-ming) přecházejí na tchangskou stranu. Na jaře 759 úspěšný útok Š’ S’-minga proti Tchangům i An Čching-süovi.

Na podzim 757 na pomoc Su-cungovi Ujgurové poslali něco přes čtyři tisíce jezdců v čele s kaganovým synem a následníkem.  Ujgury posílená tchangská armáda v čele s Kuo C’-im v říjnu 757 vytáhla na Čchang-an, 13. listopadu v bitvě u chrámu Siang-ťi (cca 16 km jižně od města) porazila rebely, a následující den Čchang-an obsadila. Tchangská ofenzíva pokračovala postupem na východ, vítězstvím v další bitvě (mezi průsmykem Tchung a Šan-čou) 30. listopadu a obsazením Luo-jangu 3. prosince 757. Bez podpory Š’ S’-mingových oddílů ze severního Che-peje byl An Čching-sü nucen ustoupit do Siang-čou (dnešní An-jang na severu Che-nanu). Tchangská vláda neměla prostředky na další ofenzivu, zastavila postup svých armád a soustředila se na obnovu hlavních měst. An Čching-sü proto mohl zkonsolidovat své síly v jižním Che-peji. Rozpory mezi režimem An Čching-süa a Š’ S’-mingem vyvrcholily začátkem roku 758, kdy se Š’ S’-ming poddal tchangskému panovníkovi a byl jím potvrzen v držení právě ovládaného území.
Další tchangská ofenzíva začala v listopadu 758. Dvě stě tisíc vládních vojáků, doplněných ujgurským jízdním sborem, však bylo rozděleno pod velení devíti ťie-tu-š’, které koordinoval eunuch Jü Čchao-en. Důvodem uspořádání bylo, že dva nejváženější generálové – Kuo C’-i a Li Kuang-pi – odmítli sloužit jeden pod druhým a nedůvěrou vlády ke generálům. Přesto tchangská vojska porazila An Čching-süa v bitvě a oblehla ho v jeho sídle v Siang-čou. Obléhání trvalo celou zimu, na jaře si však tchangská strana – zřejmě vinou generála Li Kuang-piho – opět znepřátelila Š’ S’-minga, který přišel na pomoc obleženým. Š’ S’-mingova armáda, která byla údajně více než desetkrát slabší než spojená tchangská armáda, se 7. dubna setkala se spojeným tchangským vojskem, ve zmatku vyvolaném prašnou bouří se však armády rozpadly a po obnovení pořádku se tchangští vojevůdci – nedůvěřující si navzájem a jednotlivě nedostatečně silní proti rebelům – stáhli. Š’ S’-ming poté zavraždil An Čching-süa i s jeho nejvěrnějšími stoupenci a sám se prohlásil císařem státu Velká Jen.

### Konsolidace povstalců a stabilizace fronty, duben 759 – říjen 762

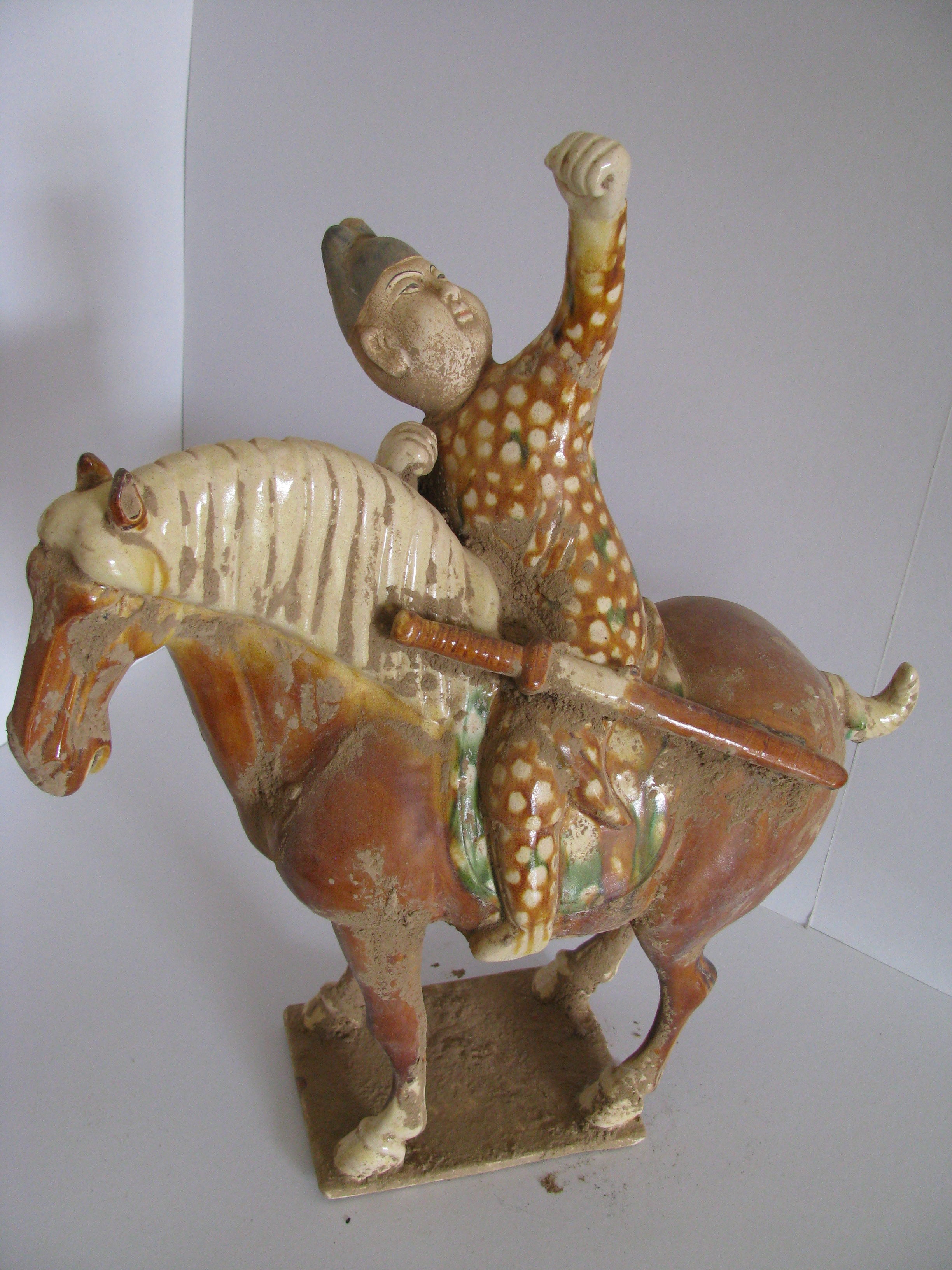
Tchangská keramická figurka střílejícího jízdního lučištníka

Tchangská vláda byla v šoku z neočekávaného zhroucení svých vojsk, které připsala nespolupráci jednotlivých ťie-tu-š’. Naopak povstalci zahájili útok. Na podzim 759 Š’ S’-ming překročil Žlutou řeku, obsadil Pien-čou a vytáhl na Luo-jang. Tchangský generál Li Kuang-pi město nehájil, ale usadil se v Che-jangu, 40 km severovýchodně na severním břehu Žluté řeky. Š’ S’-ming zabral Luo-jang, s Li Kuang-pim v zádech se však neodvážil postupovat dále na západ. Situace potom zůstala nějakou dobu stabilní. Povstalci neměli dost sil k útoku, ale ani tchangská vláda – bez přímého spojení s jihovýchodní Čínou – nebyla schopna shromáždit dostatek prostředků pro ofenzívu.

Duben 759 – říjen 762: Š’ S’-ming dobývá Luo-jang (759) a odráží Tchangy (761). Výměna císařů u povstalců (duben 761) a Tchangů (květen 762). Zeleně protitchangská povstání na jihu.

Nezávisle na souboji říší Tchang a Jen vypukla v Číně řada regionálních vzpour a povstání, které vyčerpávaly tchangské síly. K největším z nich patřila vzpoura v údolí řeky Chan a na středním toku Jang-c’-ťiang roku 759 a znovu začátkem roku 760, povstání na dolním toku Jang-c’-ťiang v letech 760 a 762–763 a povstání v S’-čchuanu v letech 761 a 762. Drancování a zabíjení způsobené tchangskými armádami při jejich potlačování přitom nebylo nižší než škody zaviněné vzbouřenci. Například roku 760 při povstání Liou Čana tchangská armáda vyslaná proti rebelům do Jang-čou v něm oloupila a povraždila přes dva tisíce arabských a perských obchodníků. Tchangská vláda přitom svým regionálním vojenským velitelům byla schopna poskytnout jen malou pomoc. Za těchto okolností i loajální velitelé měli sklon jednat podle situace, nezávisle na instrukcích z centra a leckdy i proti nim. V situaci, kdy povstalci ovládali Pien-čou a Luo-jang a dodávky po Velkém kanálu byly přerušeny, měla tchangská vláda k dispozici tři hlavní zdroje příjmů – místní produkci v Kuan-čungu, to málo, co se podařilo dostat do Čchang-anu z jihu údolím řeky Chan a přes hory Čchin-ling a za třetí příjmy ze S’-čchuanu. Kvůli nedostatečnosti těchto zdrojů byly tchangské kampaně relativně krátkodobé, přerušované přestávkami na shromáždění zdrojů.
Na jaře 761 Š’ S’-ming zaútočil na tchangskou armádu u Luo-jangu a v dubnu 761 ji rozdrtil. Povstalecká ofenzíva se však zhroutila, když vzápětí Š’ S’-minga zavraždil jeho syn Š’ Čchao-i, který se stal dalším císařem státu Jen. Změna panovníka oslabila povstalce, protože, podobně jako v případě An Čching-süa, ani Š’ Čchao-i neměl autoritu svého otce. V květnu 762 proběhla změna i na tchangském trůnu, když po smrti císaře Su-cunga převzal vládu jeho nejstarší syn Taj-cung. Začátkem května 762 zemřel i bývalý císař Süan-cung.
Š’ Čchao-i se pokusil Ujgury přimět k útoku na Tchangy s tím, že tchangský císař zemřel a v zemi panuje bezvládí. Ujgurové v čele s kaganem Bögüem (vládl 759–780) vytáhli do Číny, ale informace o jednáních se dostala k tchangské vládě, načež Taj-cung ke kaganovi znovu vyslal generála Pchu-ku Chuaj-ena. Generál s Ujgury, kteří se mezitím dostali poměrně hluboko do čínského území, až k Tchaj-jüanu, prostřednictvím své dcery, kaganovy manželky, dohodl obnovení spojenectví a jejich účast na boji proti jenskému státu.

### Tchangská ofenzíva a porážka povstání, říjen 762 – leden 763

Říjen 762 – leden 763: Tchangové dobývají Luo-jang, ústup a útěk Š’ Čchao-iho na sever a jeho smrt na severní hranici. Povstalečtí generálové (fialově) přecházejí na tchangskou stranu.

Na podzim 762 Tchangové zaútočili ze tří směrů – jedna armáda posílená Ujgury táhla od Šan-čou na Luo-jang, druhá pod Li Kuang-pim postupovala ze středního Che-nanu a třetí útočila z jihovýchodu Šan-si. V listopadu u Luo-jangu Tchangové porazili jenskou armádu, načež Š’ Čchao-i prchl na východ. Ujgurové poté dostali možnost vyloupit Luo-jang, zatímco tchangské armády drancovaly venkovské oblasti.
Povstalci měli i po porážce císařovy armády stále značné síly, ale rebelští generálové v Che-peji a severovýchodním Che-nanu dospěli k závěru, že jejich osobní zájmy jsou přednější než úspěch státu Jen a přecházeli na tchangskou stranu, přičemž byli Taj-cungem potvrzováni v držení svých území a vojsk. Š’ Čchao-i se tak dostal do izolace a v bojích s tchangskými vojsky byl vytlačován na sever, za stálého poklesu jeho sil. Začátkem roku 763 mu velitel posádky Fan-jangu odmítl otevřít brány, a nezbylo mu tak než prchnout na hranici s Kitany, kde zahynul, snad sebevraždou. Tím povstání skončilo.

## Důsledky

### Počet obyvatel
| Rok                         | Domácností [miliony] | Lidí [miliony] |
| --------------------------- | -------------------- | -------------- |
| 627                         | 3                    |                |
| 650                         | 3,8                  |                |
| 684                         | 6,2                  |                |
| 733                         | 7,9                  | 45,4           |
| 740                         | 8,3                  | 45,3           |
| 754                         | 8,9                  | 52,9           |
| Povstání An Lu-šana 755–763 |                      |                |
| 764                         | 2,9                  | 16,9           |

Povstání An Lu-šana vedlo ke zdevastování a vylidnění rozsáhlých oblastí severní Číny. Slovy oficiální historie se povstalci „v každém dobytém městě zmocňovali oděvů, cenností a žen, silné muže používali jako nosiče a slabé, staré a malé zabíjeli sekyrami“ a po povstání „do vzdálenosti několika set li od Luo-jangu lidé jedli jeden druhého, kraje a okresy byly pusté“. Úbytek populace způsobily nejen přímé ztráty, vojáků v bojích a civilistů pobitých vojáky, ale v ještě větším měřítku také úmrtí v důsledku rozvratu zemědělské výroby, nemocí a epidemií. Nicméně výši lidských ztrát je obtížné určit a proto se odhady historiků dramaticky liší. Podle zachovaných tchangských oficiálních sčítání daňových poplatníků, populace tchangské říše v desetiletích před povstáním mírně rostla, i když daleko pomaleji než v raně tchangském období. Počet zdaněných domácností dosáhl téměř devíti milionů, žilo v nich více než pět desítek milionů lidí. První sčítání po potlačení povstání však přineslo drasticky nižší čísla, pouhé necelé tři miliony domácností a téměř sedmnáct milionů lidí. Pozdější sčítání, do konce 8. a v průběhu 9. století, ukázaly částečné zotavení populace, nicméně hodnot z první poloviny 8. století nedosáhla a růst počtu domácností se zastavil na necelých pěti milionech.
Část historiků bere výše uvedená čísla tak jak jsou, s tím, že povstání přímo i nepřímo stálo 36 milionů lidských životů (odečetli 17 milionů přeživších z původních 53 milionů). Číslo 36 milionů použil například Steven Pinker v knize The Better Angels of Our Nature, byť poznamenává že je sporné. Převažuje však názor, že údaje censů nelze používat takto přímočaře. Mezi historiky vládne široká shoda, že sčítání prováděná po povstání dávají silně zkreslený obraz populace, a pokles počtu registrovaných domácností kromě úbytku obyvatelstva silně ovlivnil také rozklad státní správy, rozpad systému registrace obyvatel a oslabení kontroly ústřední vlády nad říší, když některé regiony získaly faktickou samostatnost. Proto historikové ztráty lidských životů v důsledků povstání odhadují výrazně níže než 36 milionů. Například Andrej Korotajev a kol. v Zakony istorii. Vekovyje cikly i tysjačeletnije trendy. Demografija. Ekonomika. Vojny míní, že tchangská Čína měla v polovině 60. let 8. století asi 31 milionů obyvatel. A Johan Norberg v Progress: Ten Reasons to Look Forward to the Future uvádí 13 milionů lidí zahynuvších v důsledku povstání (přičemž se odvolává na Matthewa Whitea v The Great Big Book of Horrible Things), ovšem i tak by povstání patřilo k největším neštěstím lidských dějin, stojící životy 5 % celosvětové populace.

### Státní správa, vojenství

Tchangská Čína k roku 763, rozdělení na správní obvody guvernérů ťie-tu-š’. Území ťie-tu-š’ potvrzených z bývalých povstaleckých generálů vyznačena červenou kurzívou.

Samotný  úbytek obyvatelstva a fyzické škody na majetku, třebaže rozsáhlé, byly z dlouhodobého hlediska méně významné než změny ve struktuře státní moci. Konec povstání totiž neznamenal obnovení tchangské vlády na povstaleckém území, v Che-peji a velké části Che-nanu byla tchangská autorita čistě formální. V regionu totiž zůstali u moci bývalí povstalečtí generálové, kteří se oficiálně podřídili tchangskému císaři, za což jim byly udělen úřad ťie-tu-š’ a potvrzena vláda nad dosud drženým územím. Většina severovýchodní Číny byla tedy prakticky samostatná, čímž vláda ztratila kontrolu nad 25–30 % populace říše. Avšak nejen bývalá povstalecká území, ale celá říše Tchang v řadě ohledů po roce 763 vypadala výrazně odlišně než před začátkem povstání. V důsledku zátěže bojů a rozvratu jimi vyvolaného došlo k urychlení tendencí a změn nazrávajících v předešlých desetiletích.
Výraznou změnou byla militarizace společnosti. Před povstáním existovala půlmilionová pohraniční armáda, posádky hlavních měst s nevalnou bojovou hodnotou a nepočetné, pouze policejní síly zajišťující pořádek ve vnitrozemí. Po roce 763 zůstalo trvale ve zbrani přes 750 tisíc mužů, rozmístěných vesměs v severní a střední Číně. Jejich velitelé dominovali veřejnému životu, na rozdíl od dřívější převahy civilních úřadů. Mezi elitu říše se dostávali úspěšní vojenští velitelé vybíraní na základě svých schopností, řady bohatých a mocných se tak doplňovaly lidmi, kteří by v prvním století existence říše Tchang neměli šanci na sociální vzestup.
Během povstání vznikly nové úřady ťie-tu-š’ ve vnitrozemí, čímž se změnila administrativní struktura. Kraje čou a prefektury fu nadále nebyly přímo podřízené centrální vládě, ale regionálním vojenským komisařům či guvernérům ťie-tu-š’, případně civilním guvernérům kuan-čcha-š’, s větší či menší mírou autonomie. Těchto guvernérů bylo zpočátku 34, v následujících desetiletích jejich počet vzrostl a kolísal mezi 45 a 50. Ťie-tu-š’ potvrzení z bývalých rebelů byli prakticky nezávislí, jmenovali úředníky dle své vůle, neodváděli žádné daně a disponovali silnými armádami. Kvůli vyvážení jejich moci nebylo možné omezit sílu vojsk v okolních regionech, kde sídlili provládní ťie-tu-š’. Někteří z nich (například ťie-tu-š’ v Pching-lu) si časem přisvojili prakticky stejnou míru nezávislosti jako bývalí rebelové.
Stažení většiny pohraničních armád z hranic k potlačení An Lu-šanovy vzpoury vážně oslabilo obranu tchangské říše, na což Tibeťané reagovali úspěšnými útoky, v nichž dobyli dnešní provincie Kan-su a Ning-sia. Hranice s Tibetem západně od metropolitního regionu se v důsledku bojů posunula o 240 km na východ a v listopadu 763 dokonce tibetská armáda dobyla a vyloupila Čchang-an. Oblast hlavního města byla obětí tibetských nájezdů i v 60. a 70. letech 8. století a tibetská hrozba trvala, dokud se v polovině 9. století tibetský stát nezhroutil. Kromě ohrožení metropolitního regionu byly územní ztráty ve prospěch Tibeťanů závažné i ztrátou většiny státních pastvin, což způsobilo trvalou slabost tchangské jízdy oproti tibetské, a neúspěšnost v bojích i jinde. Oslabená tchangská říše se stáhla i ze Západního kraje (Tarimské pánve), který si pak rozdělili Tibeťané s Ujgury a Karluky.

### Ekonomika
Došlo k vylidnění válkou postižených regionů zejména v severní Číně, lidé prchali na klidnější jih. Zatímco před povstáním dvě třetiny obyvatel říše žily v severních regionech, zejména v okolí Čchang-anu a hustě zalidněných prefekturách nížin severovýchodní Číny, od poloviny 8. století lidnatost jihu rostla a do 11. století se poměr obrátil a v následujících staletích dvě třetiny Číňanů žily na jihu země, s centrem osídlení na dolním toku Jang-c’-ťiang, v Ťiang-nanu.
Starý systém státních financí, založený na výběru daně cu-jung-tiao a systému stejných polí se zhroutil, daňové registry neodrážely reálný stav populace. Místo daně cu-jung-tiao byly zavedeny daně nové. Bylo opuštěno přerozdělování půdy v systému stejných polí, čímž se vláda vzdala kontroly nad vlastnictvím pozemků. Vzhledem k výpadku daňových příjmů ze severovýchodní Číny, jejíž guvernéři ťie-tu-š’ centrální vládě daně neodváděli, a severozápadu, který sám potřeboval dotace, se hlavním zdrojem daní pro vládu stal jihovýchod říše, totiž regiony kolem řeky Chuaj a na dolním toku Jang-c’-ťiang. Velký kanál, po němž se daně dopravovaly do hlavních měst, proto byl kriticky důležitý pro akceschopnost vlády. Náhradou za staré daně císař Su-cung roku 758 zavedl státní kontrolu nad výrobou a distribucí soli, kterou řídila nově zřízená Solná komise, z níž Liou Jen, její předseda v letech 760–779, udělal mimořádně vlivnou instituci, vybírající i daně z vína a čaje a organizující odlévání peněz. Příjmy z daně ze soli během úřadování Liou Jena vzrostly desetkrát a v 70. letech již tvořily víc než polovinu všech vládních příjmů. Daň ze soli doplňovala daň z pozemků, stanovená dle jejich úrodnosti, před polovinou 8. století nevýznamná, nicméně po povstání zvýšená, a daň z domácností, určovaná podle jejich příjmů. Tyto daně byly placeny koncem léta a na podzim po sklizni, proto se nový daňový systém nazýval systém dvojí daně (liang-šuej-fa). Výše „dvojí daně“ víceméně odpovídala velikosti dřívější daně cu-jung-tiao.

### Kultura a společnost
Hluboce zasažen byl i kulturní život tchangské Číny. Řada umělců tak či onak doplatila na povstání a boje, někteří ztratili důvěru ve vlastní kulturu a soudili, že právě rozklad morálních hodnot v prostředí jejich, vyšší společnosti, byl u kořenů povstání a zkázy. Ve snaze o obnovení společenského řádu a kulturní velikosti se někteří, jako Chan Jü, vydali cestou kritičnosti k soudobému umění, podle nich stavějícím na odiv uměleckou vytříbenost, ale zanedbávajícím morální hodnoty, a za vzor si dali starší, chanské literáty. Jiní, jako Čchüan Te-jü, se snažili obrodit tchangskou kulturu takovou jak kvetla v 7. a první polovině 8. století.
Změnil se postoj Číňanů k cizincům: od poloviny 8. století se jmenovitě v tchangské poezii objevily xenofobní postoje, předtím nevídané. Spojování povstání s cizinci vedlo už v jeho průběhu k masakrům nečínských menšin, jako roku 760 v Jang-čou a bezprostředně po skončení povstání ve Fan-jangu. Nárůst čínské averze k cizincům, zvláště Sogdům, vedl Sogdy ke skrývání své totožnosti; zejména ti co měli příjmení An, ho nahrazovali jiným, aby se vyhnuli ostudě ze společného původu s vůdcem povstalců, případně podezření ze spojení s nimi; jiní členové sogdské menšiny začali tvrdit, že vlastně pocházejí z Číny, nejlépe z jižní. Důsledkem bylo zrychlení asimilace Sogdů do čínské společnosti a jejich vymizení z pramenů po 8. století. Nicméně ujgurská pomoc Tchangům, která byla rozhodující pro porážku povstalců, a vliv Ujgurů na tchangskou politiku ve druhé polovině 8. a první polovině 9. století plynoucí z jejich vojenské síly, bránily výraznější perzekuci Sogdů a dalších příchozích ze severních a západních zemí. Ujgurská vláda totiž zaujala pozici neformálního ochránce zmíněných menšin v tchangském státu, a na ujgurských obchodnících v Čchang-anu závisela tchangská vláda při půjčkách vyrovnávajících výpadky daňových příjmů.